# Randy Blythe
David Randall Blythe (Richmond, 21 de febrero de 1971) es un músico y cantante estadounidense, miembro de  la banda de groove metal y metalcore Lamb of God. También participa en un proyecto paralelo con el grupo Halo of Locusts. Es conocido como D. Randall Blythe en los discos de Lamb of God, aunque personalmente todos le conocen como Randy.

## Biografía
Nació el 21 de febrero de 1971 en Richmond, Virginia (Estados Unidos), se unió a Lamb of God (en ese tiempo Burn The Priest) en 1995. Su forma de cantar consiste principalmente en espeluznantes voces guturales y gritos chillantes, y recientemente cantar barítonos.
Blythe tiene un pequeño tatuaje en la cadera que hace referencia a un pene y dos testículos, según Randy en Killadelphia, fue el resultado de él tratando de tatuarse el logo de The Misfits a sí mismo mientras estaba borracho y desmayándose antes de poder terminarlo.
En diciembre de 2012 fue formalmente acusado de homicidio imprudente en la República Checa, en relación con la muerte de un fan del grupo en 2010 al que, presuntamente, empujó desde lo alto del escenario cuando este intentaba subir.

## Filmografía
The Graves (2010), escrita y dirigida por Brian Pulido

## Discografía

### Con Burn the Priest
- Burn the priest
- Legion: XX

### Con Lamb of God
- New American Gospel
- As the Palaces Burn
- Ashes of the Wake
- Killadelphia
- Sacrament
- Walk With Me In Hell
- Wrath
- Resolution
- VII: Sturm und Drang
- The Duke
- Lamb of God
- Omens

### Como invitado
Participa en "Adoration for None", del disco "The Way of all Flesh" de la banda francesa Gojira.
Además colabora con la canción "Enslaved, Dead Or Depraved" del disco solista de Jamey Jasta lanzado el 2011.
Participó en el tema de Overkill- Skull and Bones, y aparece en el video del tema junto al vocalista de Overkill
En el 2012 estuvo en "The memorial show of Mitch Lucker" y canto una de las canciones favoritas de Lucker "You Only Live Once" junto a la banda Suicide Silence. En el 2015 fue invitado por el supergrupo Metal Allegiance para poner su voz en la canción "Gift of Pain".